# Касандра (митологија)
Касандра (грч. Kassandra) (лат. Cassandra) је била кћерка тројанског краља Пријама.

## Митологија
Према легенди, у њу се заљубио Феб Аполон, грчки бог пророчанства и лечења.
Дао јој је дар прорицања будућности, а она је на његову љубав узвратила хладноћом због чега ју је проклео тако да се на њена пророчанства нико не обазире. 
Отац Пријам желео је понудити Менелају као жену уместо Хелене. 
Касандра предвиђа пад Троје, али је нико не слуша као што јој је рекао Аполон. На крају Касандра постаје плен Агамемнона који је силује и одводи је кући. На путу Касандра рађа сина (по другој верзији два сина близанца, Теледама и Пелопса) којег Агамемнон признаје као свог. У Микени Агамемнон бива убијен од супруге Клитемнестре и њеног љубавника Егиста, те са Агамемноном и Касандра заједно са сином под оптужбом краљеве жене да му је била љубавница.
По другој верзији Касандри, која је предвидела убиство, успело је бекство са сином у Колхиду, у град њене тетке.